# Кулаков, Роман Иванович
Роман Иванович Кулаков (15 сентября 1976, Ессентукская, Ставропольский край — 30 марта 1996, Сержень-Юрт, Чечня, Россия) — командир отделения управления 3-й роты сводного батальона группировки 104-й гвардейской воздушно-десантной дивизии, гвардии сержант. Герой Российской Федерации (1996).

## Биография
Родился 15 сентября 1976 года в станице Ессентукская Ставропольского края.
В Вооружённых Силах РФ с 4 марта 1995 года. Служил в 1-м батальоне 1-й парашютно-десантной роте имени Героя Советского Союза Прокопия Ивановича Галушина 328-го парашютно-десантного полка.
В ноябре 1995 года добровольно со сменой группировки от 104-й гвардейской воздушно-десантной дивизии отправился проходить дальнейшую службу в республику Чечня.
30 марта 1996 года в районе села Сержень-Юрт колонна в узком ущелье попала в засаду. Прикрывая своих товарищей, Роман Кулаков вёл огонь из башни БМД-1. После попадания в БМД нескольких выстрелов гранатомёта не покинул горящую машину, а продолжал вести огонь. Погиб в бою.
Указом Президента Российской Федерации от 19 октября 1996 года Кулакову Роману Ивановичу посмертно присвоено звание Героя Российской Федерации. Медаль «Золотая Звезда» № 355 вручена матери Героя на вечное хранение.